# Средняя Долина
Сре́дняя Доли́на — деревня  Хлевенского района Липецкой области России. Входит в состав Фомино-Негачевского сельсовета.

## География
Расположен в пределах Средне-Русской возвышенности в подзоне лесостепи, на берегу реки Нега. Примыкает к южной окраине д. Благодатное.
Улица одна — Центральная.

## Население
| 2009 | 2010 |
| ---- | ---- |
| 2    | ↗8   |

## Инфраструктура
Личное подсобное хозяйство.

## Транспорт
Просёлочные дороги. 